# Lucas Victoriano
Lucas Victoriano, né le 5 novembre 1977 à San Miguel de Tucumán, dans la province de Tucumán, en Argentine, est un joueur argentin de basket-ball, évoluant au poste de meneur.

## Palmarès
- Troisième du championnat des Amériques 1999
- Champion des Amériques 2001
- Finaliste du championnat du monde 2002
- Finaliste du championnat des Amériques 2003